# 浜川路己
浜川 路己（はまがわ ろい、2006年〈平成18年〉1月3日 - ）は、沖縄県出身の日本のアーティスト、歌手、ダンサー、シンガーソングライター、モデルであり、男性アイドルデュオ ROIROM（ロイロム）のメンバー。
愛称はロイ、ロイくん、ROI、ロイロイなど。　身長175cm。

## 来歴
沖縄県出身。幼い頃から洋楽に親しみ、姉（元Chuning Candy のメンバー・ゆうり ※現在はタレントの浜川結琳）の影響で歌とダンスを始める。
その後、韓国の芸能事務所よりスカウトを受け14歳で渡韓。練習生生活を経て帰国後、2023年11月より放送された、香港の民放テレビ局である無綫電視とSTAR Chinaの共同制作による大型オーディション番組『ASIA SUPER YOUNG』（アジア スーパー ヤング 中国語題：亞洲超星團）にて、日本人参加者中、最高順位となる。　
2024年9月13日よりNetflixにて配信された、STARTO ENTERTAINMENT所属の菊池風磨・佐藤勝利・松島聡からなるアイドルグループtimeleszの企画による、新メンバーオーディション番組 timelesz projectにエントリーし、卓越したパフォーマンスとアイドル性などから「驚愕の候補生」として初登場回放送直後から注目を集める。
残り12名となった5次審査では、佐藤勝利プロデュースによる楽曲『革命のDancin' night』をteam SATO（後述）で披露。その完成度とチームワークが高く評価され、第1位で最終審査に進出した。
なお、この時のteam SATOメンバーは、リーダー西山智樹（ASIA SUPER YOUNGにて「猫眼三兄弟」として共演）と、のちにtimelesz 新メンバーとなる原嘉孝・猪俣周杜の3人であった。
残り8人となり迎えた最終審査ではメンバー入りを逃したが、その実力と人気からメンバー入りがほぼ確実視されていたことや、timelesz projectが通称「タイプロ」としてすでに社会現象となっていたことなどから、衝撃の結末として話題を呼んだ。
新メンバー発表後、佐藤勝利は番組内において、「僕がロイに渡せる最大級の言葉として、いつかロイのショーをプロデュースできたら」と異例の賛辞を贈っている。
最終回放送終了後も高い人気を保ち、2025年5月8日、同じくtimelesz projectのファイナリストであり、ASIA SUPER YOUNGにて西山智樹とともに猫眼三兄弟として活動した本多大夢（ほんだ・ひろむ）と、2人組音楽ユニット、ROIROM（ロイロム）として芸能活動を開始することを発表した。
同日夜、公式ファンクラブ「ROIROM OFFICIAL FANCLUB」の受付を開始した。
2025年上半期「ViVi 国宝級イケメンランキング」NEXT部門第5位。

## 人物
好きな食べ物は肉、マカロン、カヌレ。趣味は作曲、読書、香水を集めること。
1980年代の洋楽や邦楽を好み、エンターテインメントの世界を目指すきっかけとなったアーティストとしてマイケル・ジャクソンなどを挙げている。

## 出演

### テレビ番組
- 『THE 突破ファイル』(2025年5月22日 、日本テレビ）[17]
- 『あざとくて何が悪いの？』（2025年6月19日、テレビ朝日）[18]
- 『THE世代感』（2025年6月22日、テレビ朝日）[19]
- 『ZIP!』（2025年7月8日、日本テレビ）[20]
- 『Day Day.』(2025年7月8日、日本テレビ)[21]
- 『ヒルナンデス!』（2025年7月8日、日本テレビ）[22]
- 『ザ！ 世界仰天ニュース』（2025年7月8日、日本テレビ）[23]
- 『ナインティナインの人生予習スゴロク』（2025年7月13日、日本テレビ）[24]
- 『沸騰ワード10』（2025年7月25日、日本テレビ）[25]
- 『MEGUMIママのいるBar』(2025年7月29日・8月5日、テレビ朝日)[26]
- 『有吉のお金発見 突撃! カネオくん』（2025年8月17日、NHK総合）
- 『見取り図じゃん』（2025年8月17日、テレビ朝日）[27]

### 配信番組
- 『ASIA SUPER YOUNG』（2023年～2024年、無綫電視とSTAR Chinaの共同制作）[28]

- 『timelesz project -AUDITION-』（2024年9月～2025年2月、Netflix）[29]

### CM・広告
- 花王 エッセンシャル『即乾つるサラチャレンジ』（2025年6月）[30]
- RIM BY JINS『RIMLESS + DOUBLE BRIDGE いまをかける。』　(2025年7月)[31]
- 花王 エッセンシャル『ROIROM 新たなデビュー篇』（2025年7月）[32]
- ソフトバンク LINEMO  GreenTalk 『つながる篇』『安心篇』（2025年7月）[33]

### 書籍・雑誌等
- 『SPUR』（2025年5月8日、集英社・WEB版）「本多大夢、浜川路己がユニットとして始動。 メディア初登場の【ROIROM（ロイロム）】に独占インタビュー！」[34]

- 『VoCE』2025年7月号(2025年5月22日、講談社）「SUPER PEOPLE」[35]
- 『ar』2025年7月号（2025年6月12日、主婦と生活社）[36]
- 『MAQUIA』2025年8月号増刊・表紙（2025年6月20日、集英社）[37]
- 『美的』2025年8月号（2025年6月20日、小学館）[38]
- 『週刊女性』7/29・8/5合併号・表紙（2025年7月15日、主婦と生活社）[39]
- 『VoCE』2025年9月号増刊・表紙(2025年7月22日、講談社）[40]
- 『ViVi』2025年9月号（2025年7月23日、講談社）国宝級イケメンランキング[41]
- 『an・an』（2025年8月20日、マガジンハウス）スペシャルエディション・表紙[42]